# 펜타토닉스
펜타토닉스(Pentatonix)는 미국의 아카펠라 그룹이며, The Sing-Off 세 번째 시즌 우승 그룹이다. The Sing-Off에서 부른 아카펠라 곡 중 하나는 "Eye of the tiger"이라는 곡으로써, 서바이버에 의해 공연된 곡이고 이 곡이 그들의 우승 곡이 되었다. 펜타토닉스는 이 대회 우승으로 20만 달러를 손에 쥐었고, 소니와 녹음 계약을 맺게 되었다.
미치 그래시는 게이임을 밝힌 바가 있고 그는 자신의 트위터에서 한 사용자가 "Mx, Grassi?"라는 트윗을 남겨 "Exactly." 라고 답장하며 자신이 젠더플루이드임을 공식적으로 밝히게 되었다. 이 일을 계기로 하여 많은 팬들이 트위터에 "#WeLoveYouMitchGrassi"라는 해시태그로 응원의 말을 전하였다. 미치 그래시와 스콧 호잉은 유튜브에서 Superfruit이라는 채널을 운영중이며 주로 코미디를 다루고 있지만 때때로 듀엣 공연을 보여주기도 한다.

## 구성원
- 미치 그래시 (Mitch Grassi) (1992년 7월 24일 출생 ~ 현재)

카운터테너와 코러스를 맡고 있다.
- 스콧 호잉 (Scott Hoying) (1991년 9월 17일 출생 ~ 현재)

작곡가 겸 가수이며 바리톤 리드와 코러스를 맡고 있다.
- 아비 카플랜 (Avi Kaplan) (1989년 4월 1일 출생 ~ 현재)

베이스와 코러스를 맡고 있다.
특기는 "배음(Overtone)"으로써, 동시에 두개의 톤 즉, 동시에 두개의 소리를 낼 수 있다. 2017년 5월 탈퇴 선언 후 9월 3일 공연을 마지막으로 탈퇴했다.
- 커스틴 멀도나도 (Kirstie Maldonado) (1992년 5월 16일 출생 ~ 현재)

유일한 여성 멤버이며 소프라노 리드와 코러스를 맡고 있다. 8파트의 하모니를 배웠던 알링턴에서 멤버들과 공연을 다니며 8년동안 자신의 보컬과 퍼포먼스를 연구했다.
- 케빈 올루졸라 (Kevin Olusola) (1988년 10월 5일 출생 ~ 현재)

비트박스와 코러스, 첼로를 맡고 있다. 펜타토닉스에 소속되기 이전, "Cello Boxing"으로 유명했다. 첼로 박싱이란, 첼로를 연주하며 비트박스를 하는 것을 말한다.
| - 미치 그래시 - 스콧 호잉 - 아비 카플랜 - 커스티 멀도나도 - 케빈 올루졸라 |

## 역사

### 배경과 변화과정

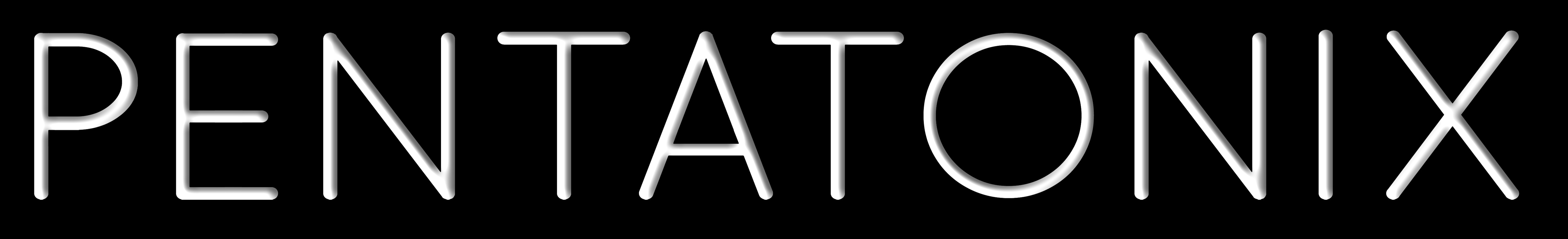
펜타토닉스의 로고

펜타토닉스는 미국의 텍사스 알링턴에 위치한 Martin 고등학교에서 같이 자란 미치 그래시, 스콧 호잉, 커스티 멀도나도 이 세명의 멤버로 시작되었다.
지방 방송에서 글리 출연자들을 충족시키기 위해 대회를 개최한다는 소식을 들은 멤버들은 "Telephone"을 각색하여 트리오 버전을 만들었고 이것을 방송국으로 보낸다. 비록 이 곡이 수상곡은 아니었으나 학교 주위에서 관심을 끄는 데 성공해 그들을 공연무대까지 끌어올리게 된다. "Telephone" 후속 버전이 유튜브에서 관심을 끌기 시작함에 따라 공연은 계속됐다.
스콧 호잉과 커스티 멀도나도는 2010년에 Martin 고등학교를 졸업하였고, 스콧 호잉은 대중 음악 박사 학위 취득을 위해 Southern California(USC) 대학으로, 커스티 멀도나도는 Oklahoma 대학에 진학하여 뮤지컬 학과를 전공한다. 미치 그레시는 세 멤버중 가장 어려 Martin 고등학교에서 최고 학년을 재학하고 있었다.
USC 대학에서 SoCal VoCals 이라고 불리는 아카펠라 그룹에 가입한 스콧 호잉은 SoCal VoCals를 통해 "The Sing-Off"에 알게 되고, 그룹의 편곡자 이자 PD, 사운드 엔지니어인 벤 브람(Ben Bram)이 스콧 호잉에게 그 쇼의 오디션에 참가할 것을 권한다. 이에 스콧 호잉은 커스티 멀도나도와 미치 그레시를 설득하지만 오디션의 최소 참석 인원은 4명. 추가로 멤버가 필요했다.
스콧 호잉은 지인을 통해 아카펠라 커뮤니티에서 보컬 베이스로 많이 알려진 아비 카플랜을 만난다. 이후 세 사람은 유튜브에서 케빈 올루졸라가 비트박스를 하며 첼로를 연주하는 동영상을 보게 되었다. (케빈 올루졸라는 유튜브에서 "첼로박싱(CelloBoxing)"이라는 이름으로 유명했다). Yale 대학(예비 의대)를 졸업했으며 중국어에 유창한 케빈은 중국에서 공부하기 위해 몇년을 보낸 적이 있었다고 한다.
이렇게 모인 이들은 The Sing-Off 시즌3가 시작되는 오디션 전날에 모였는데, 이 때 미치 그레시는 오디션 시간에 맞춰 도착하기 위해 그의 고등학교 졸업식을 빼먹었다는 여담이 있다.
그들은 성공적으로 오디션을 마쳤고 결국 The Sing-Off 시즌3 우승 타이틀에 오를 수 있었다.
펜타토닉스 라는 이름은 스콧 호잉이 제안한 이름으로, "Pentatonic scale (5음계)"에서 따와 만들었다. 이 이름이 그들의 구성인원과 딱 맞아들어가는 까닭이었다. 이후 더 매력적인 이름을 위해 마지막 철자를 "c"에서 "x"로 바꿈으로서 현재의 이름을 갖게 된다. 이 5중주단은 팝, 덥스텝, 일렉트로닉, 힙합 그리고 클래식등 다양한 장르에 영향을 주게되었다.

### The Sing-Off (2011)
펜타토닉스는 The Sing-Off에서 다음과 같은 곡을 공연하였다. (※펜타토닉스는 에피소드 1과 3에서는 공연하지 않았다.※)
| 에피소드  | 주제               | 곡                                                               | 원곡 연주자             |
| --------- | ------------------ | ---------------------------------------------------------------- | ----------------------- |
| 2         | Signature Songs    | "E.T."                                                           | 케이티 페리             |
| 4         | 최근 히트          | "Your Love is My Drug"                                           | 케샤                    |
| 4         | 60년대 사랑받는 곡 | "Piece of My Heart"                                              | Erma Franklin           |
| 5         | Guilty Pleasures   | "Video Killed the Radio Star"                                    | 버글스                  |
| 6         | 힙합               | "Love Lockdown"                                                  | 카니예 웨스트           |
| 7         | 슈퍼스타 메들리    | "Oops!... I Did It Again"와 "Toxic", "Hold It Against Me" 메들리 | 브리트니 스피어스       |
| 8         | 록 클래식          | "Born to be Wild"                                                | Steppenwolf             |
| 8         | 컨트리 히트        | "Stuck Like Glue"                                                | 슈거랜드                |
| 9         | R & B              | "OMG"                                                            | 어셔                    |
| 9         | R & B              | "Let's Get it On"                                                | 마빈 게이               |
| 10        | 마스터믹스 메들리  | "Forget You" / "Since U Been Gone"                               | 시로 그린 / 켈리 클락슨 |
| 10        | 심사위원의 선택    | "Dog Days Are Over"                                              | 플로렌스 앤 더 머신     |
| 11 (최종) | 첫 번째 공연       | "Without You"                                                    | 데이비드 게타           |
| 11 (최종) | 두 번째 공연       | "Give Me Just One Night(Una Noche)"                              | 98 디그리스             |
| 11 (최종) | 우승 곡            | "Eye of the Tiger"                                               | 서바이버                |

### PTX, Vol. I, PTXmas (2011-2013)

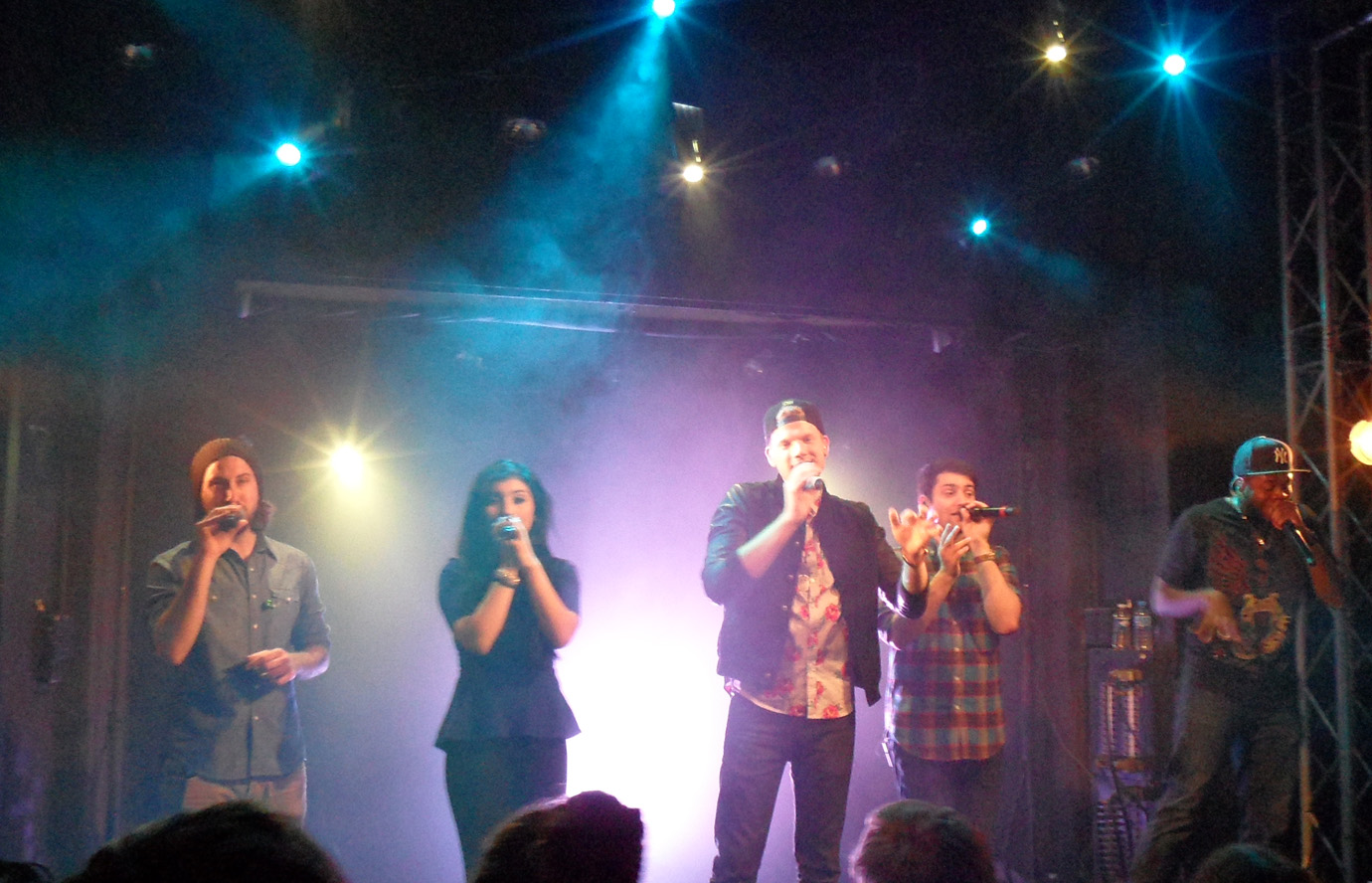
2013년 공연중인 펜타토닉스

스콧 호잉과 커스티 멀도나도는 The Sing-Off의 우승 희망을 안고 학교를 중퇴하였다. The Sing-Off에서 우승한 멤버들은 로스 엔젤러스로 위치를 옮겨 리코딩 아티스트라는 꿈을 키웠다.
2012년 1월, 펜타토닉스는 벤 브람과 함께 첫 번째 앨범 작업에 들어갔다. 앨범 커버를 고르고 원본은 쓰는 작업을 하는 여섯 달의 기간 동안, 펜타토닉스는 유명한 곡중 몇개와 클래식 음악을 동영상으로 찍어 유튜브에 올렸다.
인터뷰에서, 멤버들은 이 작업이 새로운 팬들을 끌어 모을 수 있을 뿐만 아니라, "The Sing-Off"에서 그들의 공연을 즐긴 청중들에게 남을 수 있는 한 방법이라고 생각했다고 말했다. 유튜브에 올린 "Somebody That I Used to Know", "Gangnam style", "We Are Young"등 동영상의 대부분이 인기를 끌었다.
그들의 첫 번째 앨범은 2012년 6월 26일에 출시되었고, 빌보드 차트 14위, 디지털 차트 5위를 차지하였다. 이 앨범은 앨범이 출시된 한 주 동안 20,000장이 팔렸다.
펜타토닉스는 VH1 The Buzz, Marie, 지역 텔레비전 쇼 등 Access Hollywood에 출연하여 그들의 앨범을 홍보하였다. 또한 펜타토닉스는 The Sing-Off의 중국 버전의 게스트로서 주연으로 출연하였고 그곳에서 케빈은 자신의 중국어 실력을 선보였다.
펜타토닉스는 2012년 가을에 처음으로 국내 헤드 라이너 투어에 착수했다. 투어는 매진됐고, 30개의 도시에서 모여들었다. 오프닝은 알렌산더 카디네일(Alexander Cardinale)과 SJ 어쿠스틱 뮤직(SJ Acoustic Music)으로 구성되었다.
펜타토닉스는 2012년 11월 13일에 PTXmas 앨범을 발표하였다. 바로 다음날, 펜타토닉스는 "Carol of the Bells"의 원본 비디오를 발표하였다. 펜타토닉스는 할리우드 크리스마드 페레이드에서 공연된 "코카콜라 레드카펫 라이브! @ 2012 아메리카 뮤직 어워드 앞서보기"에서 게스트로 출연하였다. 그리고 12월 16일에 "94.7 THE WAVE Christmax Concert Starring Dave Koz and Kenny Loggins"의 메인 오프닝을 빛내주었다. 또한 Katie Couric (ABC)에서 게스트로 출연하였다. Ryan Seacrest의 웹사이트는 그들이 1년동안 온라인상에서의 큰 성장을 기념하며 "펜타토닉스, 2012년의 주연 아티스트"라는 이름으로 글이 대서특필 되었다.
펜타토닉스는 다른 아티스트들과 함께 공동 작업을 하였다. 2013년 3월, 펜타토닉스는 바이올린 리스트 린지 스털링과 함께 빌보드 차트 클래식 디지털 노래 부문에서 1위를 한 Imagine Dragon의 곡 "Radioactive"의 커버 버전을 포스팅했다.
펜타토닉스는 로드의 "Royals"의 커버 버전을 유튜브에 업로드했고, 이 동영상은 최근에 천 9백만에 가까운 조회수를 기록했다.

### PTX, Vol. II (2013-2014)

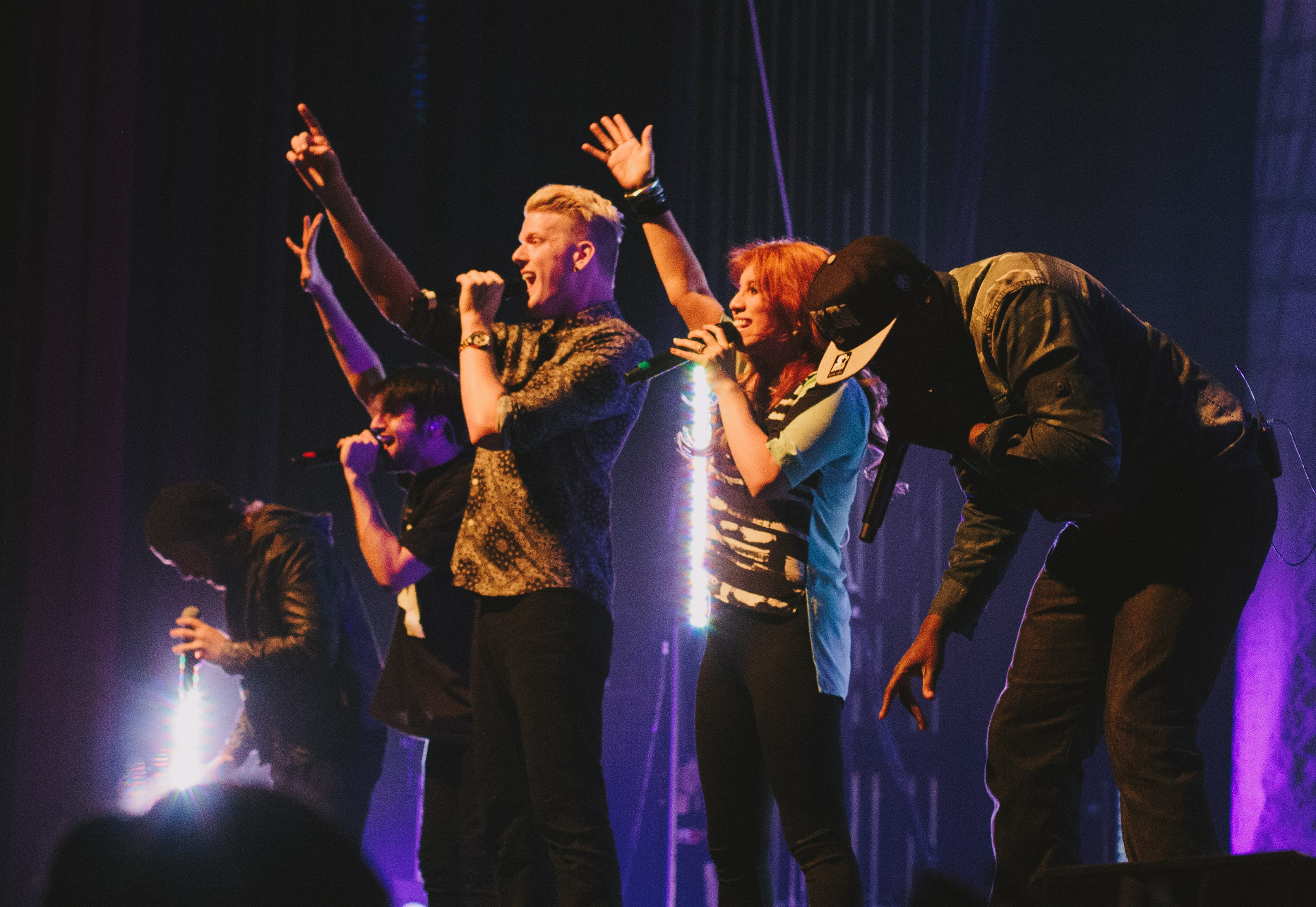
2013년 미주리주의 세인트루이스에서 공연중인 펜타토닉스

펜타토닉스는 2013년 1월 24일부터 2013년 5월 11일까지 두 번째 국내 헤드라이닝 투어를 진행했다. 동시에 PTX, Vol. II 앨범을 위한 추가적인 작업에 들어갔다.
펜타토닉스는 2013년 8월 20일에 첫 번째 싱글 앨범인 라이언 루이스의 "Can't Hold Us"를 발표했고, 발표 당일에 천만에 가까운 조회수를 기록했다. 또한 펜타토닉스는 메쉬업 영상, "The Evolution of Beyoncé"이 유튜브에서 성공한 이래, 2013년 11월에 Ellen DeGeneres Show에서 특집으로 실렸고, "Persons of the Week"에 이름이 새겨졌다.
앨범은 2013년 11월 5일에 그들의 두 번째 싱글앨범, "Daft Punk"와 함께 유튜브에 발표되었다. 한 주에 천만보다 많은 조회수를 기록하며 유명세를 탔으며, 현재는 2억뷰를 넘긴상태이다. 이 앨범은 첫째주에 31,000장이 팔리면서 빌보드 200의 10위 안에 들었으며, "Independent 차트"에서 1위를 차지했다.
펜타토닉스는 2013년 11월 18일에 PTXmas 앨범의 딜럭스 버전을 새로운 두곡, "Little Drummer Boy"와 "Go Tell It On The Mountain"과 함께 재발표하였다. "Little Drummer Boy"의 비디오는 2013년 11월 25일에 발표되었으며, 첫째주에 조회수 천만을 기록했고 iTunes의 "Top Song" 10위안에 들었다.
2013년 12월 13일에는 "빌보드 Hot 200"에서 13위를 차지했고, 비디오는 최근에 유명세를 타며 조회수 2천 5백만을 돌파했다. 앨범은 iTunes 탑 앨범 1위에 들었고 빌보드 200에서 2주만에 61,000장이 팔렸다.
펜타토닉스는 이미 다음 앨범작업에 대해서 말한 바가 있고, 그들은 2014 전세계 투어를 북아메리카에서 2월부터 4월까지 공연할 것이며, 4월과 5월에 유럽에서 공연할 것이라고 이야기했다.

### PTX, Vol. III, That's Christmas to Me (2014)

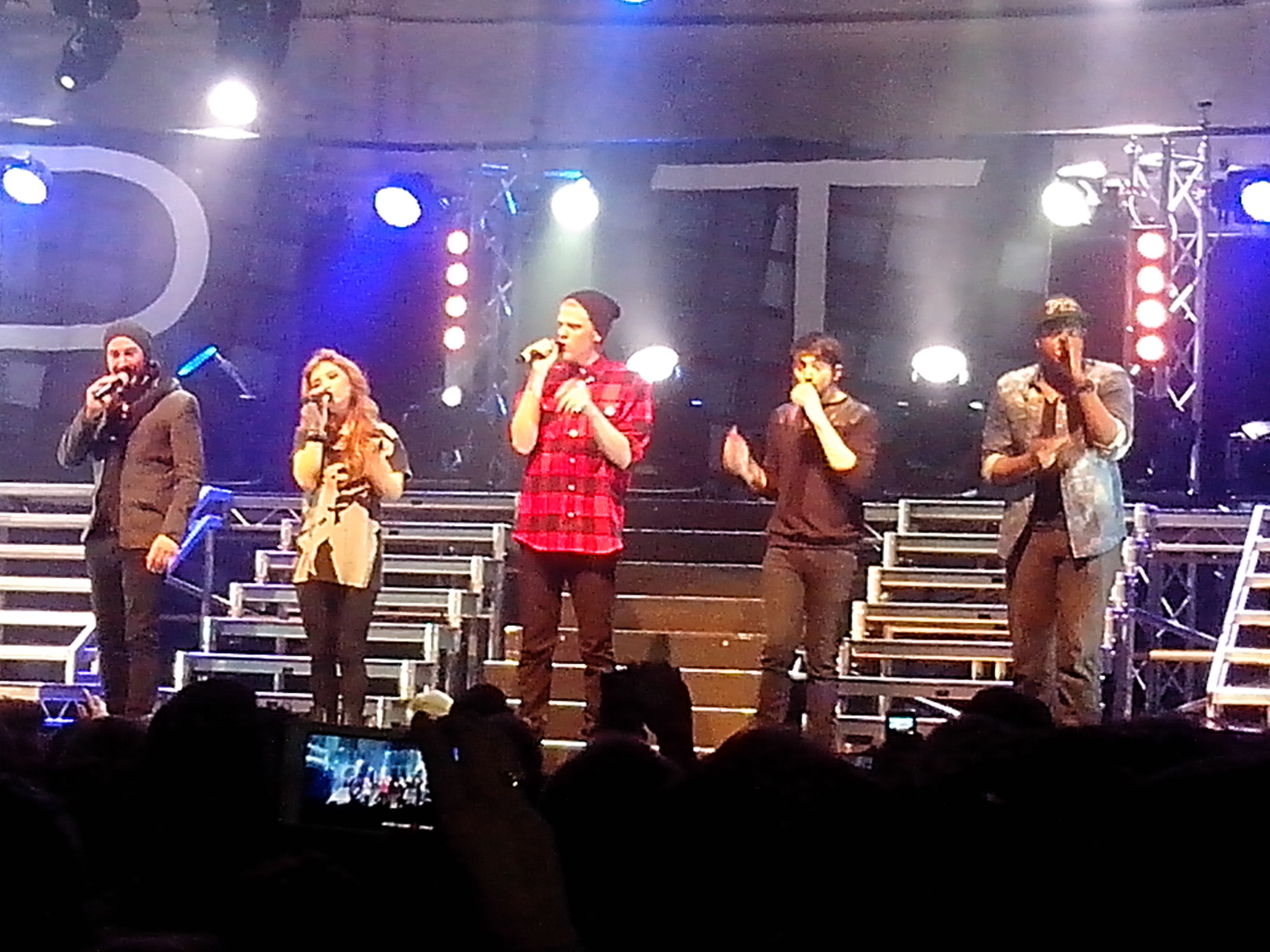
2014년 공연중인 펜타토닉스

2014년 8월 7일, 펜타토닉스는 세 번째 EP, PTX, Vol. III 앨범을 2014년 9월 23일 공개할 것 이라고 발표했다. 8월 11일에는 iTunes에 사전예약 주문을 받기 시작했고 "Problem"과 "La La Latch" 두개의 트랙 다운로드를 포함했다. PTX, Vol. III는 빌보드 200 차트에서 5 순위로 첫 선을 보였다.
또한 펜타토닉스는 8월에 직접 쓴 그들의 두 번째 크리스마스 앨범, "That's Christmas to Me"를 공개했다. 앨범은 2014년 10월 21일에 공개되었고 빌보드 200 차트에서 2위를 기록했다. 또한 빌보드 캐나디안 앨범 차트에서는 4순위를 기록했다. 앨범에 수록된 "Mary, Did You Know?"라는 커버 싱글 곡은 빌보드 핫 100 차트에서 26순위, 빌보드 성인 현시대 차트에서는 7위, 빌보드 캐나디안 핫 100 차트에서는 44위를 기록했다. 또 다른 싱글 "That's Christmas to Me"는 앨범의 타이틀 곡이며 빌보드 성인 현시대 차트에서 8위를 기록했다.
펜타토닉스는 2011년 11월 이래로 연휴 앨범 차트와 연휴 노래 차트 두 부분에서 동시에 상위권을 차지한 첫 번째 그룹이 되었고, 특히 앨범 차트에서는 1962년 이후 그룹으로 활동하는 아티스트들 중에서는 가장 높은 순위를 차지했다.
연휴 기간 동안, That's Christmas to Me 앨범의 7곡이 빌보드 연휴 디지털 곡 차트에 올랐다. 2014년 12월 10일에는 <<That's Christmas to Me>> 앨범에 미국 음반 산업 협회(RIAA)로부터 골드 인증을 받았고 12월 24일에는 플래티넘 등급 인증을 받게 된다. 2014년 마지막 날, 빌보드는 114만장의 수입을 올렸다고 보고했다. 이는 2014년에서 모든 음악가, 모든 장르를 통틀어 네 번째로 가장 많이 팔린 앨범이 되었고(앞 순위로는 테일러 스위프트의 1989, 겨울왕국 사운드트랙, 샘 스미스의 In the Lonely Hour가 있다.) 2014년 연휴동안 가장 많이 팔린 앨범이 되었다.

### Pentatonix (2015-현재)
11월 말 즈음, 스콧 호잉은 2015년의 계획으로 "펜타토닉스는 오리지널 음악을 위해 준비하고 있다"고 밝혔다. 오로지 직접 쓴 곡들만으로 구성된 앨범이 계획중에 있다고 한 것이다. 호잉은 또한 "저희는 저희 인생에 있어서 가장 중요한 지점에 서 있습니다. 이제는 저희만의 음악을 해야 하고, 저희 또한 저희만의 음악을 하고 싶습니다. 이미 많이 이야기했었지만, 제 생각에 아마 꽤 긴 여정이 될 것 같습니다."라고 이야기했다.
2015년 8월 28일, 펜타토닉스는 소셜 미디어에 드디어 2015년 10월 16일에 그룹의 세 번째 정규 앨범이자 첫 번째 오리지널 음반이 공개될 것이라고 발표했다. 이름또한 그들 그룹의 이름인 Pentatonix로 지었다.
2015년 9월 4일, 펜타토닉스는 곧 공개될 앨범에 수록된 첫 번째 싱글 "Can't Sleep Love"곡을 공개했다. 그리고 2주 뒤인 18일에 Tink가 피처링한 버전을 온라인에 공개했다. 10월 9일, 펜타토닉스는 저스틴 비버의 "Where Are U Now"의 커버 곡을 두 번째 싱글로 발표했다. 앨범은 예정 공개일 보다 하루 앞당겨 발표하여 팬들을 깜짝 놀라게 해주었다. 같은날, 펜타토닉스는 세 번째 싱글, "Sing"을 발표했다.
앨범은 빌보드 200에서 1위를 차지했고 98,000장을 시작으로 수입을 올리기 시작했다.

### 추가 발매
펜타토닉스는 다른 음악가들과 함께 콜라보를 하기도 하였다. 2013년 3월에는 펜타토닉스와 린지 스털링이 함께 Imagine Dragons 의 "Radioactive"의 커버 곡을 발매하였고 유튜브 뮤직 어워드에서 "Response of the Year"로 꼽히기도 하였다. 같은해 7월, 아메리칸 아이돌 참가자들과 알링턴 텍사스의 동료 Todrick Hall과 함께 여러 곡들로 구성된 "The Wizard of Ahhhs"를 공개하였다. 뮤직비디오는 1939 필름의 The Wizard of Oz의 이야기를 따르고 있고 다양한 인물들의 의상을 입고 촬영하였다.
또한 A Great Big World, 퍼렐 윌리엄스, 로드, OMI, 아리아나 그란데 같은 원곡 가수들의 곡을 커버하여 싱글로 발매하였다.

## 수상

### 그래미 어워드
| 년도 | 분류                                         | 작품                            | 결과 | 비고  |
| ---- | -------------------------------------------- | ------------------------------- | ---- | ----- |
| 2015 | Best Arrangement, Instrumental or A Cappella | "Daft Punk"                     | 수상 | [ 3 ] |
| 2016 | Best Arrangement, Instrumental or A Cappella | "Dance of the Sugar Plum Fairy" | 수상 | [ 4 ] |

### 유튜브 뮤직 어워드
| 년도 | 분류                 | 작품                             | 결과 | 비고 |
| ---- | -------------------- | -------------------------------- | ---- | ---- |
| 2013 | Response of the Year | "Radioactive" (with 린지 스털링) | 수상 |      |
| 2015 | 올해의 아티스트      | 펜타토닉스                       | 수상 |      |

### 빌보드 뮤직 어워드
| 년도 | 분류                     | 작품                     | 결과 | 비고 |
| ---- | ------------------------ | ------------------------ | ---- | ---- |
| 2015 | Top Billboard 200 Album  | "That's Christmas to Me" | 후보 |      |
| 2015 | Top Billboard 200 Artist | 펜타토닉스               | 후보 |      |

### 스트레미 어워드
| 년도 | 분류               | 작품                           | 결과 | 비고 |
| ---- | ------------------ | ------------------------------ | ---- | ---- |
| 2014 | 최고의 커버 곡     | "Daft Punk"                    | 수상 |      |
| 2014 | 최고의 오리지널 곡 | "Love Again"                   | 후보 |      |
| 2014 | 최고의 음악가      | 펜타토닉스                     | 후보 |      |
| 2015 | 최고의 호흡        | 펜타토닉스와 린지 스털링       | 후보 |      |
| 2015 | 최고의 커버 곡     | "Evolution of Michael Jackson" | 후보 |      |

### 소티 어워드
| 년도 | 분류                 | 작품       | 결과 | 비고 |
| ---- | -------------------- | ---------- | ---- | ---- |
| 2015 | 최고의 유튜브 뮤지션 | 펜타토닉스 | 수상 |      |

### IHeartRadio 뮤직 어워드
| 년도 | 분류           | 작품          | 결과 | 비고 |
| ---- | -------------- | ------------- | ---- | ---- |
| 2016 | 최고의 커버 곡 | "Cheerleader" | 후보 |      |

### 니켈로디언 아이들의 선택 어워드
| 년도 | 분류                    | 작품       | 결과 | 비고 |
| ---- | ----------------------- | ---------- | ---- | ---- |
| 2016 | 가장 좋아하는 뮤직 그룹 | Pentatonix | 후보 |      |

## 기타

### 투어

#### 2014 전국 투어
| 날짜            | 장소                                              | 국가               |
| --------------- | ------------------------------------------------- | ------------------ |
| 2014년 1월 16일 | Fairmont Southampton                              | Southampton, BM    |
| 2014년 1월 18일 | Fairmont Southampton                              | Southampton, BM    |
| 2014년 2월 5일  | Cabin's Ballroom                                  | Tulsa, OK          |
| 2014년 2월 6일  | Giillioz Theatre                                  | 스프링필드, MO     |
| 2014년 2월 8일  | Chicago Theatre                                   | 시카고, IL         |
| 2014년 2월 9일  | Egyptian Room, Old National Centre                | Indianapolis, IN   |
| 2014년 2월 11일 | Riverside Theatre                                 | Milwaukee, WI      |
| 2014년 2월 12일 | State Theatre                                     | Minneapolis, MN    |
| 2014년 2월 15일 | Paramount Theatre                                 | 덴버, CO           |
| 2014년 2월 17일 | Rockwell @ the Complex                            | Salt Lake City, UT |
| 2014년 2월 19일 | Vogue Theatre                                     | 벤쿠버, CA         |
| 2014년 2월 20일 | Paramount Theatre                                 | 시에틀, WA         |
| 2014년 2월 22일 | Fox Theatre                                       | Oakland, CA        |
| 2014년 2월 23일 | Grand Sierra Resort & Casino                      | Reno, NV           |
| 2014년 2월 25일 | Soma                                              | 센디에고, CA       |
| 2014년 2월 26일 | House of Blues                                    | 라스 베가스, NV    |
| 2014년 2월 27일 | Rialto Theatre                                    | Tucson, AZ         |
| 2014년 3월 1일  | Orpheum Theatre                                   | 로스 엔젤레스, CA  |
| 2014년 3월 2일  | Orpheum Theatre                                   | 로스 엔젤레스, CA  |
| 2014년 3월 19일 | Peabody Opera House                               | 세인트 루이스, MO  |
| 2014년 3월 20일 | Robinson Center Music Hall                        | Little Rock, AR    |
| 2014년 3월 22일 | Ryman Auditorium                                  | Nashville, TN      |
| 2014년 3월 23일 | Iron City                                         | Birmingham, AL     |
| 2014년 3월 25일 | Hard Rock Live                                    | 올란도, FL         |
| 2014년 3월 26일 | Georgia Theatre                                   | Athens, GA         |
| 2014년 3월 27일 | The Fillmore                                      | Charlotte, NC      |
| 2014년 3월 29일 | DAR Constitution Hall                             | 워싱턴 DC          |
| 2014년 3월 30일 | The Electric Factory                              | Philadelphia, PA   |
| 2014년 4월 3일  | Beacon Theatre                                    | 뉴욕, NY           |
| 2014년 4월 5일  | House of Blues                                    | 보스턴, MA         |
| 2014년 4월 6일  | House of Blues                                    | 보스턴, MA         |
| 2014년 4월 8일  | Danforth Music HalL                               | 토론토, CA         |
| 2014년 4월 9일  | University at Buffalo Center for the Arts         | 버팔로, NY         |
| 2014년 4월 10일 | Beacon Theatre                                    | 뉴욕, NY           |
| 2014년 4월 23일 | The Institute                                     | Birmingham, GB     |
| 2014년 4월 24일 | Shepherd's Bush Empire                            | 런던, GB           |
| 2014년 4월 26일 | Le Bataclan                                       | 파리, FR           |
| 2014년 4월 27일 | Trix                                              | Borgerhout, BE     |
| 2014년 4월 29일 | Paradiso                                          | 암스테르담, NL     |
| 2014년 4월 30일 | Paradiso                                          | 암스테르담, NL     |
| 2014년 5월 1일  | Greunspan                                         | 헴버그, DE         |
| 2014년 5월 3일  | Huxlevs                                           | 베를린, DE         |
| 2014년 5월 4일  | Lucerne Bar                                       | Prague, CZ         |
| 2014년 5월 6일  | Gasometer                                         | 비에나, AT         |
| 2014년 5월 7일  | Backstage Werk                                    | Munich, DE         |
| 2014년 5월 8일  | Gran Teatro Geoxino                               | Padua, IT          |
| 2014년 5월 10일 | Komplex 457                                       | Zürich, CH         |
| 2014년 5월 11일 | Baschkapp                                         | Frankfurt, DE      |
| 2014년 5월 13일 | Academy 2                                         | 멘체스터, GB       |
| 2014년 5월 15일 | O2 Academy Oxford                                 | 옥스포드, GB       |
| 2014년 5월 17일 | O2 ABC                                            | Glasgow, GB        |
| 2014년 5월 18일 | The Academy Dublin                                | Dublin, IE         |
| 2014년 8월 10일 | 현대 카드 시티브레이크                            | 대한민국 서울      |
| 2015년 5월 28일 | 올림픽공원 올림픽홀 (단독 콘서트, On my way home) | 대한민국 서울      |

#### 2016 전국 투어
2016년 2월 9일, 펜타토닉스는 2016년 전국 투어를 진행할 것을 발표했다. 이번 투어는 "어스 더 듀오(Us The Duo)"라는 부부 관계인 마이클과 카리사 알브라도로 구성된 그룹과 함께 했다.

### 출연
펜타토닉스는 2014년 아메리칸 뮤직 어워드의 진행자로 초청되었으며 "유튜브 다시보기 2014" 영상에서 가장 많이 구독된 유튜브 음악 채널로 소개되었다.
2015년 6월 14일에는 디즈니 채널의 "K.C. Undercover"이라는 시트콤 프로그램에 출연하였다.
2015년 12월 23일에는 지미 팰론 호스트의 NBC The Tonight Show 토크쇼에 출연 하였다.
그 다음날 24일에는 ABC의 It's Your 50th Christmas, Charlie Brown!에 출연 하였다.
그 다음날 25일에는 ABC의 CMA Country Christmas에 출연하였다.
2015년 해의 마지막 날(31일)에는 ABC Dick Clark's New Year's Rockin' Eve with Ryan Seacrest에 출연하였다.

### 영상
펜타토닉스는 2015년 5월 공개된 피치 퍼펙트 2 영화에 카메오로 출연하였다. 역할은 Barden Bellas 팀에 대항하는 캐나디안 팀이다. 또한 펜타토닉스는 2015년 6월 18일에 같은해에 있던 투어에서 그룹의 여정을 담은 "On My Way Home"이라는 다큐멘터리를 촬영하였다. PTX, Vol. III 음반에 있는 원곡의 이름을 사용하였다. 소셜미디어에서는 "#OnMyWayHomeProject"라는 해시태그로 홍보되었다.

## 음반 목록
- PTX, Vol. I (2012)
- PTXmas (2012)
- PTX, Vol. II (2013)
- PTX, Vol. III (2014)
- PTX, Vols. 1 & 2 (2014)
- PTX (2014)
- That's Christmas to Me (2014)
- Pentatonix (2015)
- A Pentatonix Christmas (2016)
- PTX Volume 4 - Classics (2017)
- Pentatonix (Deluxe edition) (2018)
- PTX Presents: Top Pop, Vol. I (2018)

## 같이 보기
- Superfruit
- 케빈 올루졸라
- 워크 오프 디 어스